# Witteveen+Bos-prijs voor Kunst+Techniek
De Witteveen+Bos-prijs voor Kunst+Techniek was een kunstprijs, georganiseerd door het Nederlandse advies- en ingenieursbureau Witteveen+Bos. De prijs werd vanaf 2001 20 keer, jaarlijks, uitgereikt aan een kunstenaar die kunst en techniek op een bijzondere wijze verenigde. De beloning bestond uit 15.000 euro, een boekwerk over het oeuvre van de kunstenaar en – bij de eerste edities – een expositie in de Bergkerk in Deventer. In 2019 maakte de expositie plaats voor de opdracht van een nieuw te ontwikkelen kunstwerk, voor een van de Witteveen+Bos-kantoren.  
In 2021 werd de Kunst+Techniek-prijs, na twintig edities, voor de laatste keer uitgereikt, met een oeuvreprijs voor het kunstenaarscollectief JODI.

## Winnaars
- 2002 – Theo Jansen
- 2003 – Felix Hess
- 2004 – Giny Vos
- 2005 – Marnix de Nijs
- 2006 – John Körmeling
- 2007 – Gerrit van Bakel
- 2008 – Lawrence Malstaf
- 2009 – Edwin van der Heide
- 2010 – Geert Mul
- 2011 – Dick Raaijmakers
- 2012 – Angelo Vermeulen
- 2013 – Driessens & Verstappen
- 2014 – Geert-Jan Hobijn
- 2015 – Renzo Martens
- 2016 – Iris van Herpen
- 2017 – Floris Kaayk
- 2018 – Zoro Feigl
- 2019 – Evelina Domnitch en Dmitry Gelfand
- 2020 – Nicky Assmann
- 2021 – JODI